# Pterolophia transverselineata
Pterolophia transverselineata är en skalbaggsart som beskrevs av Stefan von Breuning 1963. Pterolophia transverselineata ingår i släktet Pterolophia och familjen långhorningar.
Artens utbredningsområde är Filippinerna. Inga underarter finns listade i Catalogue of Life.